# Call Me (Deee-Lite-dal)
A Call Me az amerikai house csapat a Deee-Lite 4. és egyben utolsó kimásolt kislemeze a Dewdrops in the Garden című lemezről. A dal az US Dance lista 1. helyéig jutott.[forrás?] A kislemez remixeit Ralphi Rosario, Color Blind, DJ Icee, Method One, The Mystro készítették el.

## Megjelenések
12"  U.S Elektra – 0-66172
- Call Me (Ralphi's Extended LP Mix) - 5:03
- Call Me (Ralphi's Intense Dub Remix) – 4:48
- Call Me (Sampladelic Mix) - 3:50
- Call Me (Color Blind Extended Mix)- 5:41
- Call Me (DJ Icee's 407 Raw Bonus Beats)- 3:06
- Call Me (Method One Jungle Remix) - 6:28

## Külső hivatkozások
- Megjelenések a Discogs.com oldalán[2]
- A dal szövege[3]